# Robinson’s Tarn
Der Robinson’s Tarn ist ein See im Lake District, Cumbria, England.
Er liegt in den Claife Heights östlich von Hawkshead und westlich von Windermere.
Der See hat einen unbenannten Zufluss vom Hodson’s Tarn im Norden und an seinem Südende gibt es eine Verbindung zum Wraymires Tarn und dem Smooth Beck.